# Pero Pardo de Cela
Pero Pardo de Cela Aguiar e Ribadeneira, conegut com a don Pero Pardo de Cela, (Betanzos, c. 1425 - Mondoñedo, 3 d'octubre de 1483), fou un mariscal de camp  gallec medieval, que va ser decapitat a la catedral mindoniense per mandat del governador del regne de Galícia nomenat pels Reis Catòlicos.

## Biografia
Segon fill de Xoán Nunes Pardo de Cela, el Vell, comanador del bisbat de Mondoñedo, i Teresa (o Violant) Aguiar Rodríguez. Quan va morir el seu germà va heretar la propietat i els privilegis de la família. La seva posició va millorar en casar-se amb la filla del comte de Lemos, Isabel de Castro, que havia vingut amb el seu oncle, Pedro Enrique Castro, bisbe de Mondoñedo (1426-1445) a la ciutat episcopal, on Pardo de Cela era merino, en representació del comtat de Lemos. El bisbe va donar com a dot del casament totes les rendes del bisbat, excepte els necessaris per al seu manteniment. Mort el bisbe el 1445, Pero Pardo es va traslladar a Viveiro, on va arribar a ser alcalde (el primer esment que hi ha és una sentència de 1464 on apareix com "alcalde de Viveiro i comanador del bisbat"). El 1474 ja compta amb el títol de mariscal. Va comprar "Casa do Carballo de Galdo" com a la seva heretat. Va adquirir molts beneficis per herència, el matrimoni i la concessió reial.
| « | Mariscal Pero Pardo, amb casa de ben bé cinquanta llances i quatre o cinc mil treballadors. | » |

Era pare de Constanza de Castro i de Beatriu:
| « | Des que fou gran senyor el mariscal Pero Pardo, va casar la seva filla Beatriu amb Pedro de Bolaño, i va treure'ns tota la casa de Ribadeneyra,. | » |

### La revolta irmandiña
Encara que la historiografia gallega l'hagi convertit en un irmandiño, la veritat és que va ser un dels seus enemics més acèrrims i va haver de fugir de Galícia per restaurar la noblesa. De la seva ferocitat dona testimoni una dita esmentada per Pedro Paxariño en el plet Tabera - Fonseca, on Pardo de Cela li diu al comte de Lemos que pengi tots els seus servents:
| « | ... e dize el dicho testigo que al dicho tienpo Pardo de Cela, mariscal, dixera al dicho Conde que ynchiese los carballos de los dichos basallos, e quel dicho Conde dixera que no queria, que no se abia de mantener de los carballos. | » |

Després de la revolta amb la restauració de la noblesa i de la Santa Hermandad, seguien els plets pendents, el 1467 la comtessa de Santa Marta es va queixar a l'hermandad:
| « | ... Pero Pardo e Diego Dandrada, fijo de Ferán Peres Dandrada, injustamente e por fuerça e contra voluntad mia e del dicho conde, mi fijo, nos çercaron e tomaron la nuestra villa e fortalesa de Santa Marta de Hortigueira... e nos la tienen asy tomada. | » |

El 1469 el concello de Viveiro va enviar una carta al rei, on es queixava de la violència dels nobles:
| « | ...agora el Conde de Lemos ... et Pedro Pardo ... et otros algunos caballeros et comenderos, con favor de Juan de Vivero et de otros caballeros que fueron en desfacer la hermandad, fazen a la villa y vezinos della toda guerra et mal et daño, robandoles las iglesias et prendiendolos et rescatandolos. | » |

### La guerra de successió

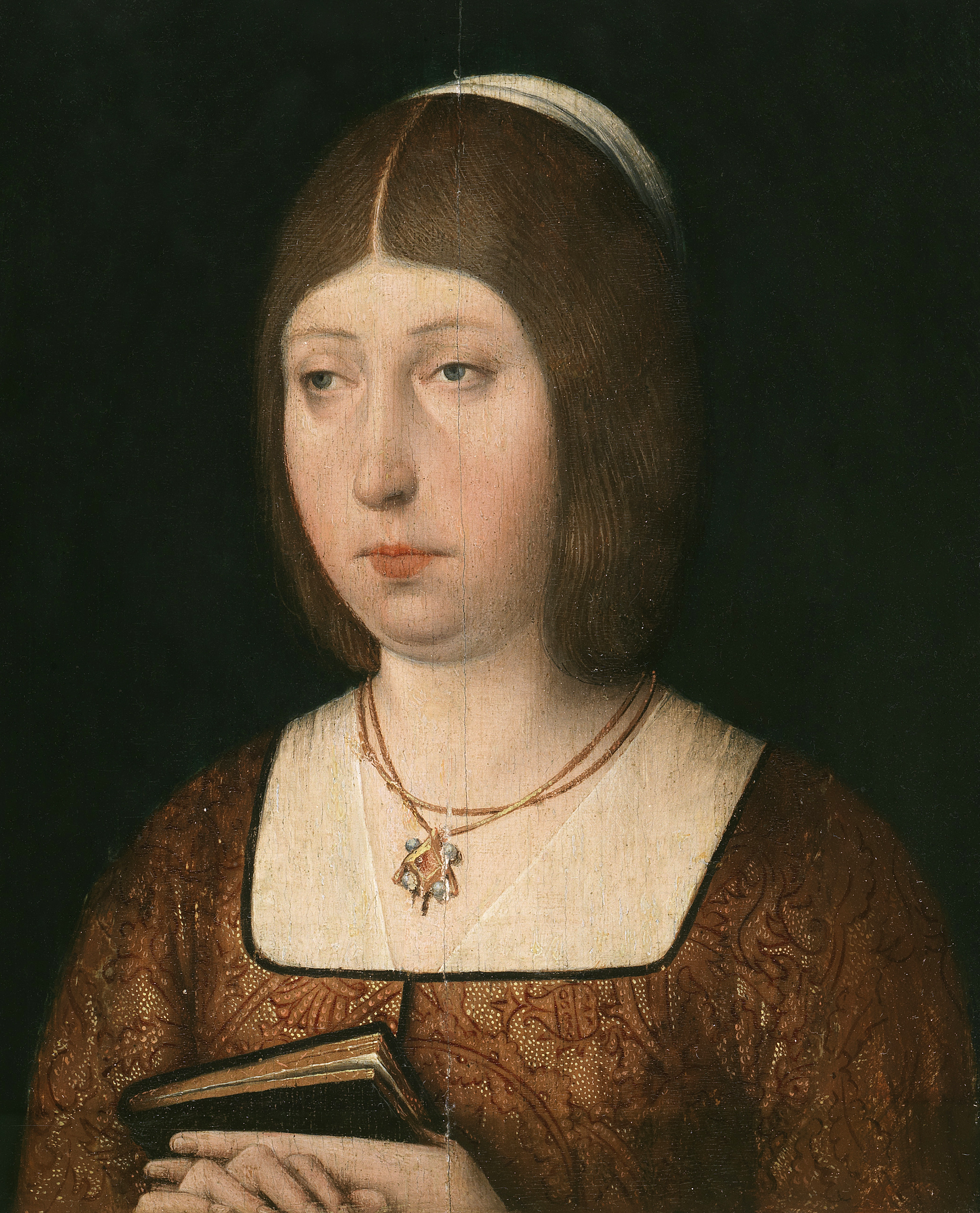
La reina Isabel de Castella era cosina d'Isabel de Castro, la dona de Pero Pardo

A la mort d'Enric IV de Castella, la majoria de la noblesa castellana va donar suport a la causa d'Isabel de Castella, acusant la filla del rei, Joan, de ser la filla il·legítima de Beltran de la Cueva i anomenant-la "la Beltraneja". La noblesa gallega, en general, donà suport a l'hereva legítima, un fet que significava la unió dels regnes de Castella i Portugal en contra de la unió amb Aragó. Cela Pardo, juntament amb la seva família política i el bisbe Alonso de Fonseca el Vell varen estar del costat d'Isabel i sembla que el mariscal va arribar a lluitar a Zamora. També va participar al costat de Fonseca en el setge de Pontevedra, 1476.

### Enfrontament amb la corona
El seu suport a Isabel la Catòlica en contra de la legítima pretenent, Joana la Beltraneja, va ser recompensat ràpidament per la nova reina ratificant-li tots els privilegis i confirmant-lo en el seu càrrec d'alcalde de Viveiro. Però el mariscal no va tenir en compte el control polític que sobre la noblesa exercien els nous reis i aviat va entrar en conflicte amb ells. El 1476 va ser destituït com a alcalde pels Reis Catòlics. El 10 juny 1478 els reis l'exigeixen cobrir les seves deutes amb la corona immediatament i el 26 d'aquell mateix mes, Ferran d'Aragó li prohibia construir fortaleses, utilitzar ports i entrar a Viveiro i a la seva regió, sota pena de confiscació. Aquest mateix any els Reis Catòlics escriuen als municipis de Santa Marta d'Ortigueira i Mondoñedo per tal que no el deixin entrar als seus límits. És en aquest clima de confrontació amb els ciutadans i amb la corona quan arriba a Galícia, el 1480, Ferran de Acuña amb ordres clares per pacificar el regne i restaurar els drets usurpats, com va escriure a la reina aquell any:
| « | en el reino de Galicia ay muchas fortalezas roqueras e otras casas fuertes en que se an fecho muchos daños, e robos, e muertes... por ende mandamos que todas las fortalezas e casa fuertes que bos entendierades que son dañosas.. sin dilaçión alguna las tomedes e derribedes. | » |

Espantat pels riscos que corre la seva vida, demana una carta de "seguretat i empare" als reis i es refugia en la fortalesa de Frouseira on es fa fort i derrota a les tropes castellanes i les "Hermandades", comandades per Acuña i Luis Mudarra. La reina va confirmar la lleialtat del seu vassall en una carta dirigida a Ferran de Acuña el 4 de novembre de 1480:
| « | los buenos e leales serviçios que Pero Pardo de Cela, mi vasallo, a fecho e face cada dia. | » |

No obstant això, la persecució continua. El 1483 cau la fortalesa de Frouseira i el 7 de desembre va ser detingut a la casa de Fonsa Yáñez a Castrodouro (a l'actual comtat d'Alfoz, Lugo) i va ser engarjolat a Mondoñedo, on deu dies després li varen tallar el cap "per cruel i poderós", segons paraules del Poder Reial.
La causa de la seva mort, però, no és clara. L'atribució tradicional a un desig explícit dels reis, no està documentada, un fet que ha portat a alguns estudiosos a atribuir-la amb enfrontaments amb la noblesa local, en aquell moment amb el suport d'Acuña, i al fet que tenia moltes qüestions pendents com a mariscal de camp). Atès que les cròniques de l'època suggereixen la situació d'Acuña, tot i que sense deixar clar qui va donar suport a qui:
| « | 442. Y don Fernando de Acuña arto tenia que haçer, porque tenia çercado a Pedro Pardo en Pena Frouseira... 443. Esto lo causaba que los señores eran todos a una, y teniendo por caveza mayor al conde viejo de Lemos don Pedro Alvarez de Cabreyra, que en toda cosa los ayudaba. Mas dende un año se fallesçió, que era lumbre y luz de los cavalleros de Galiçia. Y dende a seis meses cortaron la cabeça a Pedro Pardo o mariscal. Y todos los señores se reçelaban. | » |

Això dona suport a la teoria que Acuña, incapaç de controlar el territori va prendre un moment de debilitat dels seus oponents amb la mort del comte de Lemos per donar un cop de força i tractant de sotmetre a la noblesa rebel. Això concorda amb el fet que Ferran de Acuña va ser destituït del seu càrrec a principis de l'any següent, tot i que no va perdre la confiança dels reis i acabaria els seus dies com a virrei de Sicília.

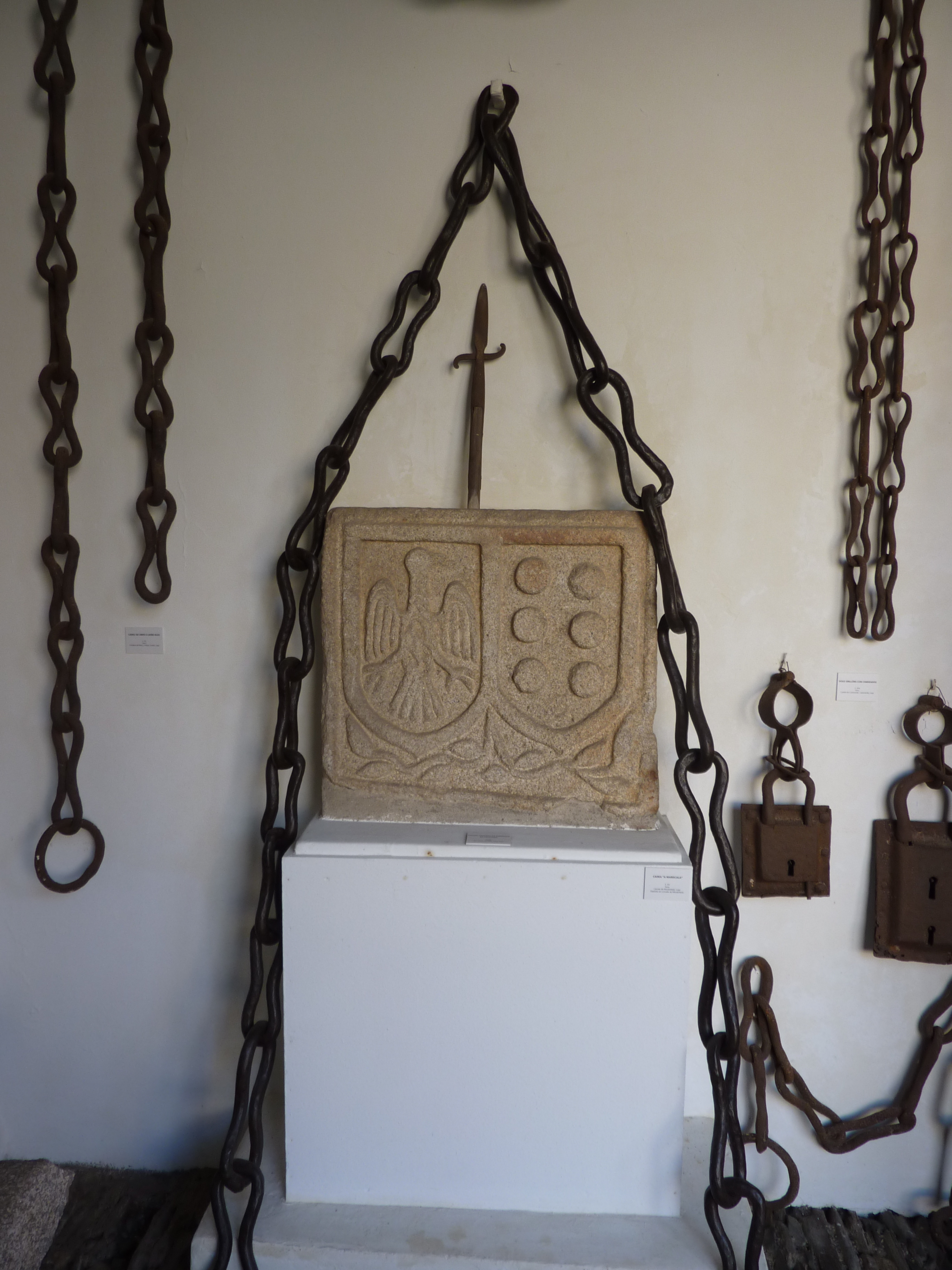
La "Mariscala", cadena que la tradició atribueix que va mantenir captiu a Pardo de Cela

La figura del mariscal és una de les més mitificades de Galícia. Va ser utilitzat sovint com un símbol de la resistència contra la noblesa gallega castellana, una visió que la historiografia va donar com una simplificació popular. De la mateixa manera, també es pretén fer del mariscal de camp un criminal sense escrúpols. Pardo de Cela era un personatge normal en el seu entorn: La noblesa gallega de l'època que dubtaven entre la unió amb Portugal o Castella i que intentava extorsionar als funcionaris i que donaria lloc a la revolta irmandiña.

## La llegenda
Segons la llegenda, els mandataris reials varen tramar la traïció de Frouseira davant la impossibilitat de poder conquistar-la. Pardo de Cela va ser venut pels 23 funcionaris que defensaven la fortalesa. Les "cançons" diuen que el traïdor fou Roi Cofano do Valadouro. La lluita durant tres anys a Frouseira, la traïció dels criats i la decapitació, amb similituds amb la mort de Jesús, varen situar-lo aviat com un "mite" i comença a ser trobat en les fires i mercats.
| «                      | Per treyzón tamén vendido Jesús, nosso Redentor, e por questes treydores, Pero Pardo, meu Señor. | » |
| — Lamento da Frouseira |                                                                                                  |   |

### El Pont de Pasatempo

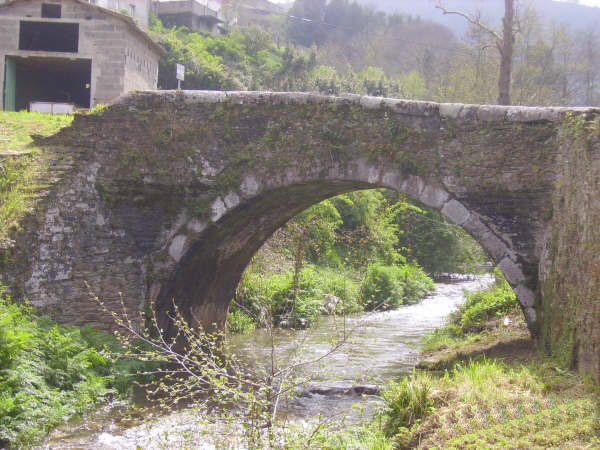
El Pont del Pasatempo en Mondoñedo

No obstant això, la llegenda més tradicional es basa en l'aplicació de la Mariscal, diu que la seva dona, Isabel de Castro, li portava el perdó reial quan va ser entretinguda en un lloc conegut com el "Pont del Pasatempo" per la gent del bisbe de Mondoñedo, enemic del mariscal. Per aquesta raó, l'execució es va consumar i el cap del mariscal, ja separat del cos, hauria rodolat pels esglaons del cadafal, mentre els seus llavis encara pronunciaven les paraules "credo, credo, credo".
Actualment el pont del Pasatempo és un indret molt visitat de Mondoñedo i la llegenda entorn a la mort del Mariscal ha inspirat poemes, cançons, novel·les, assajos històrico-llegendaris i anàlisis científico-històrics destinats a escatir la història real.

## La tomba del mariscal
L'única informació dels dos últims mesos del Mariscal prové de la coneguda com a "Relazón da carta executoria" (de la que existeixen tres versions, dues en gallec i una en castellà). Una d'elles es va trobar al palau de Taboi, al concello d'Outeiro de Rei, escrita gairebé amb tota seguretat per un membre de la família Saavedra, l'any 1515.
En aquest text, se cita a propòsit del seu enterrament:
| « | ... o sepultaron junto a o Pulpito do Evangeo, é porta da Capela mor da Catredal, con grande autoridad. Degolaron juntamente co él á Pero de Miranda Saavedraa é Castro seo fillo, é da súa muller Dona Isabela de Castro. | » |

Sembla que era exactament com diuen aquestes cròniques, quan es varen fer obres a la catedral el 16 de març de 1965, va ser descoberta una tomba amb un escut d'armes i la inscripció Mariscal Pardo de Cela arno de Viveiro en el lloc que indicava el document. Dins varen aparèixer tres calaveres amb els corresponents ossos i, sota d'ells, les restes de l'ardiaca Xoán Pardo de Cela, que va morir el 1613.
Amb motiu d'aquestes obres es va traslladar la tomba del mariscal a un altre lloc de la catedral. Específicament es va situar davant la capella de la Mare de Déu Inglesa. Durant aquest trasllat es va deteriorar la làpida; el ciment amb què es va reparar-la, la fa il·legible. La tomba original estava al costat del púlpit de l'Evangeli i la porta de la Capella de la Catedral.